# Satha I
Satha I (cũng đọc là Sattha; tiếng Khmer: សត្ថាទី១; 1539 – 1596), còn được gọi là Barom Reachea IV, là vị vua Campuchia trị vì từ năm 1576 đến 1584. Ông là con trai cả của Barom Reachea I.
Trong triều đại của Satha I, hai người ngoại quốc là Blas Ruiz và Diogo Veloso đã đến Campuchia, cả hai đều được nhà vua tin tưởng và kết hôn với các công chúa Campuchia.
Hai bản khắc ở Angkor Wat chỉ ra rằng một số ngôi đền đã được trùng tu với sự giúp đỡ của hoàng gia vào năm 1577-1578. Satha I thoái vị và nhường ngôi cho con trai là Chey Chettha I năm 1584.
Nước Xiêm đã lấy lại được sức mạnh của mình từ Miến Điện, và bắt đầu trả thù Campuchia. Năm 1594, thủ đô Lovek của Campuchia bị bao vây. Ruiz và Veloso đã được gửi đến Manila để nhờ hỗ trợ. Trước khi họ trở về, thủ đô Campuchia đã bị quận Xiêm chiếm. Satha buộc phải chạy trốn và tìm nơi ẩn náu ở nước láng giềng Lan Xang. Sau đó, ông qua đời tại Viêng Chăn.
Minh thực lục ghi nhận một sự kiện vào năm 1580, dưới thời Satha I (qua tên gọi Trịnh Thanh 鄭青):
Tù trưởng Giản Phố Trại 柬埔寨 [hoặc Đông Phố Tắc 東埔塞] là Trịnh Thanh 鄭青 đã bắt được tên cướp phản loạn Dương Tứ và dâng hắn [cho Triều đình] cùng với một tấm bia vàng, ngà voi và sáp ong. [Dương] Tứ là thành viên trong băng đảng của tên cướp chạy trốn Lâm Đạo Càn 林道乾. Trước đó, Cảnh Định Tường, người điều phối lớn của Phúc Kiến, đã biết được thông qua gián điệp rằng [Lâm] Đạo Càn đã rời khỏi Xiêm. Tù trưởng Giản Phố Trại được chỉ thị lập kế hoạch bắt hắn. Tù trưởng, sau khi đọc chỉ thị, đã bắt [Dương] Tứ. Ông cũng trả lại cựu binh Trần Đình Tài và những người khác và yêu cầu được phép cống nạp cho Triều đình. Các quan trong bộ nói: "Chúng ta nên đợi cho đến khi [Lâm] Đạo Càn bị bắt và chỉ sau đó mới thảo luận về yêu cầu này." Hoàng đế đã chấp thuận điều này.